# Roel Bendijk
Roel Blendijk  (Roelof Anthony) né à Utrecht un 28 novembre 1937 et mort à Langerak le 31 décembre 2016 était un sculpteur néerlandais.

## Biographie
Il étudia à l’Académie royale des beaux-arts de La Haye et fut membre du cercle artistique de Burghvliet (nl) à Gouda et travailla successivement à Utrecht, Bergambacht et Schoonhoven.

## Galerie

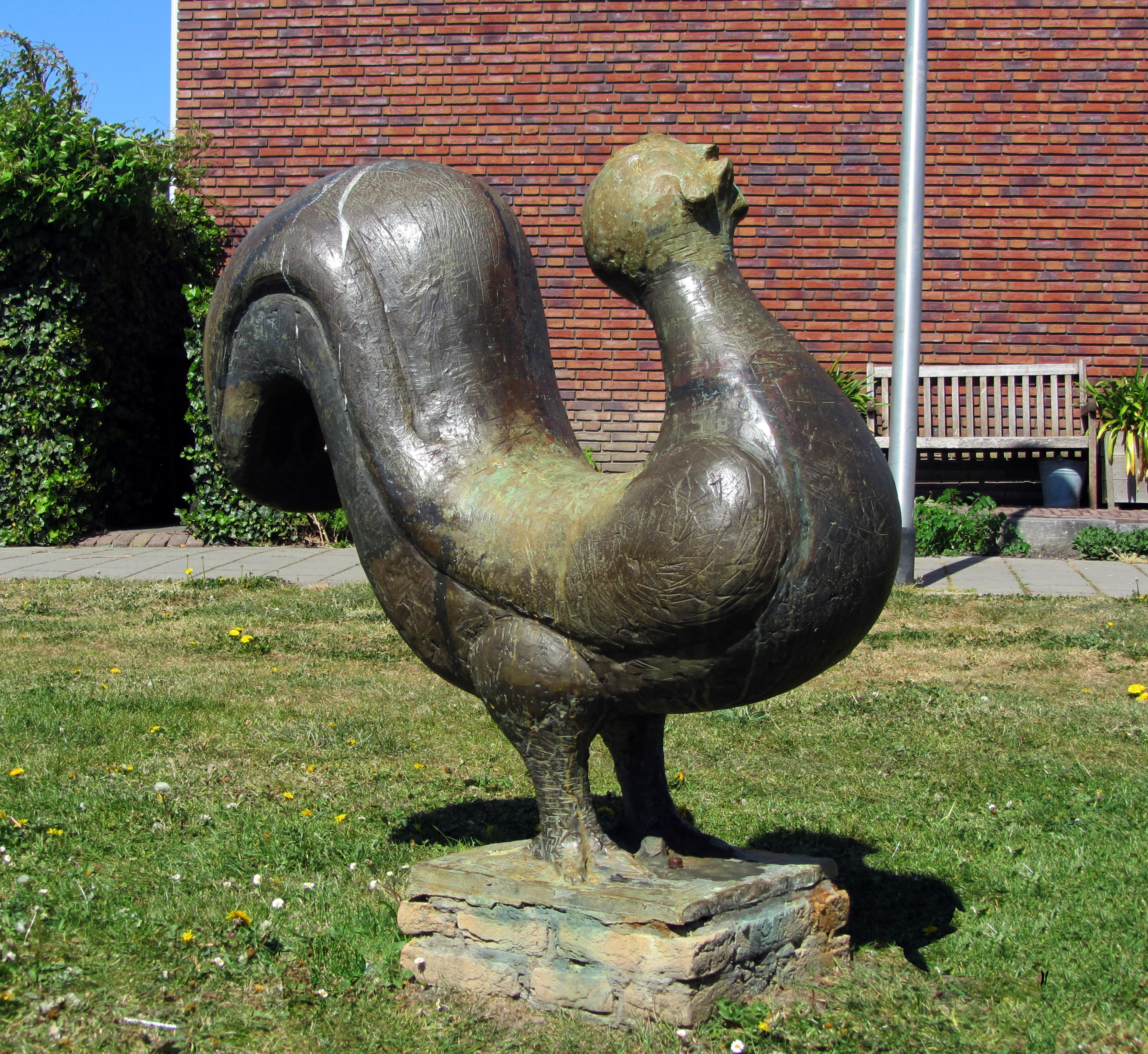
Coq, 1971, Bergambacht
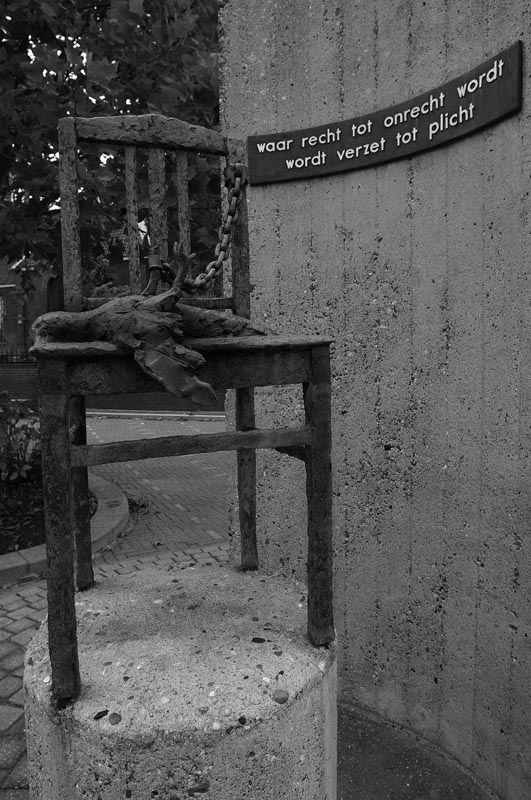
Monument du souvenir, 1978[3] à Oostzaan en l’honneur de Nanne Zwiep (en), déporté à Dachau parce qu’il avait fait un sermon contre les Nazis.
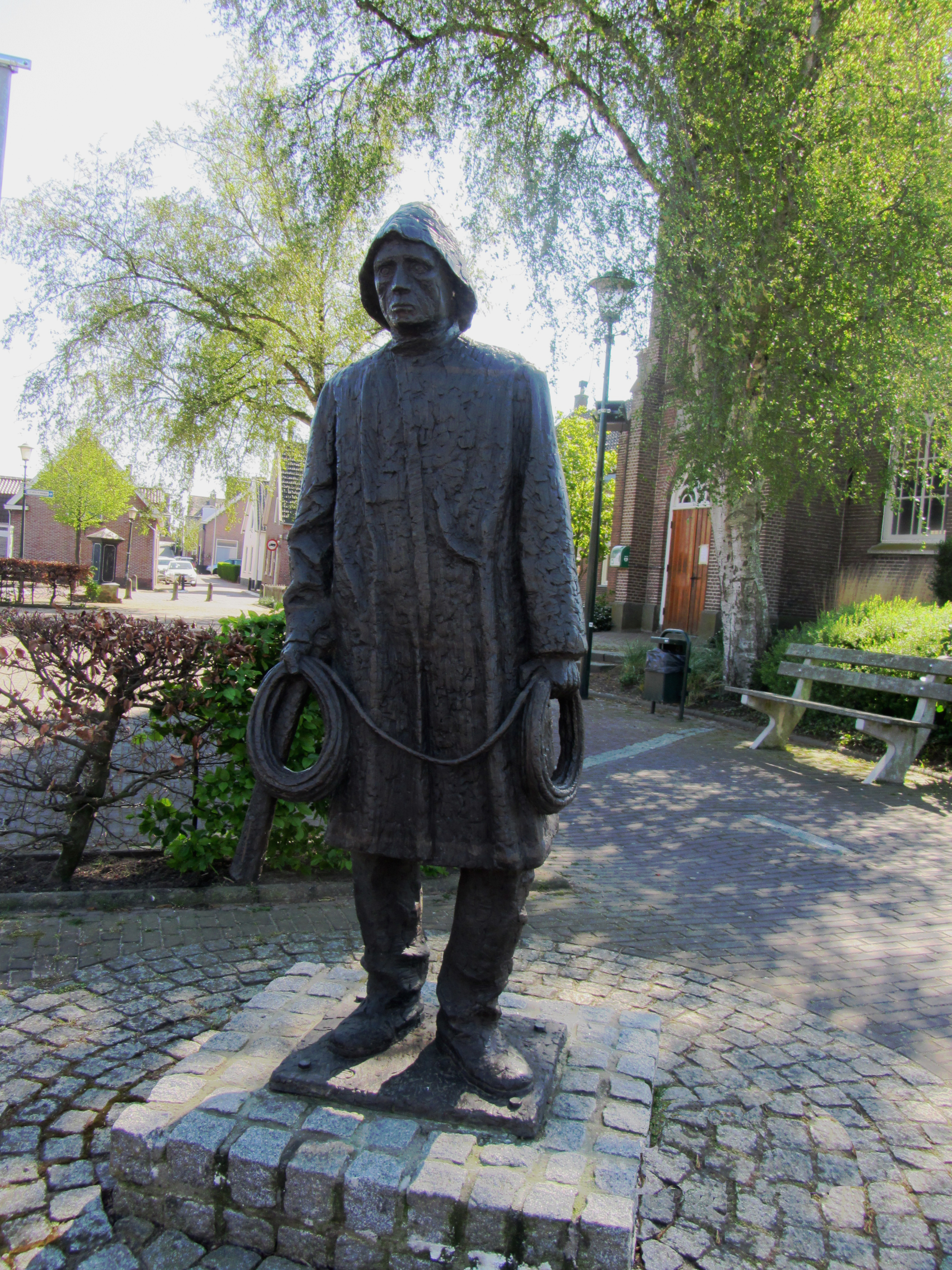
Le Pêcheur de saumon, 1980, Ammerstol. L’église à côté est monument national[4].
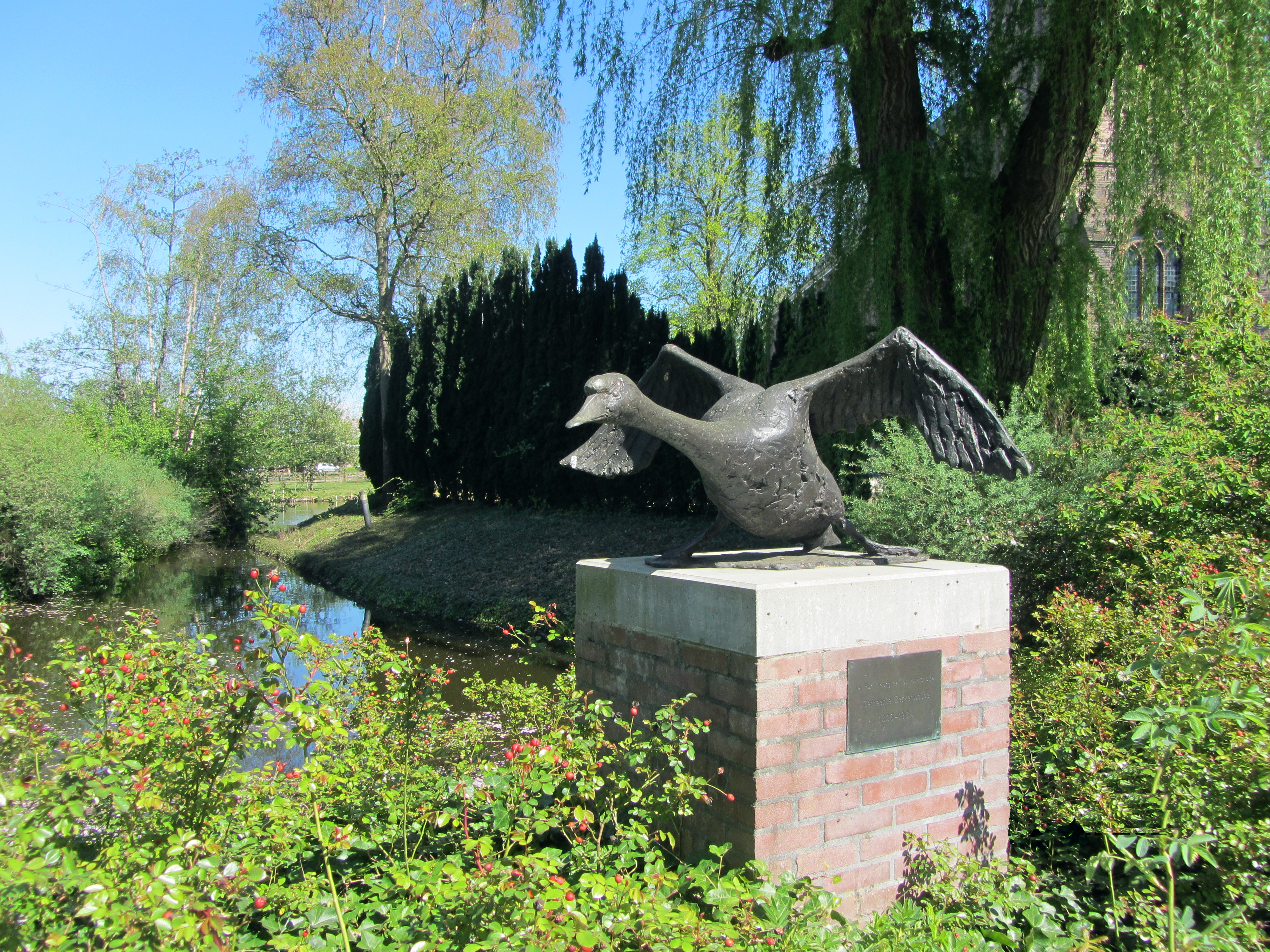
Cygne, 1986, près de l’église réformée néerlandaise de Berkenwoude
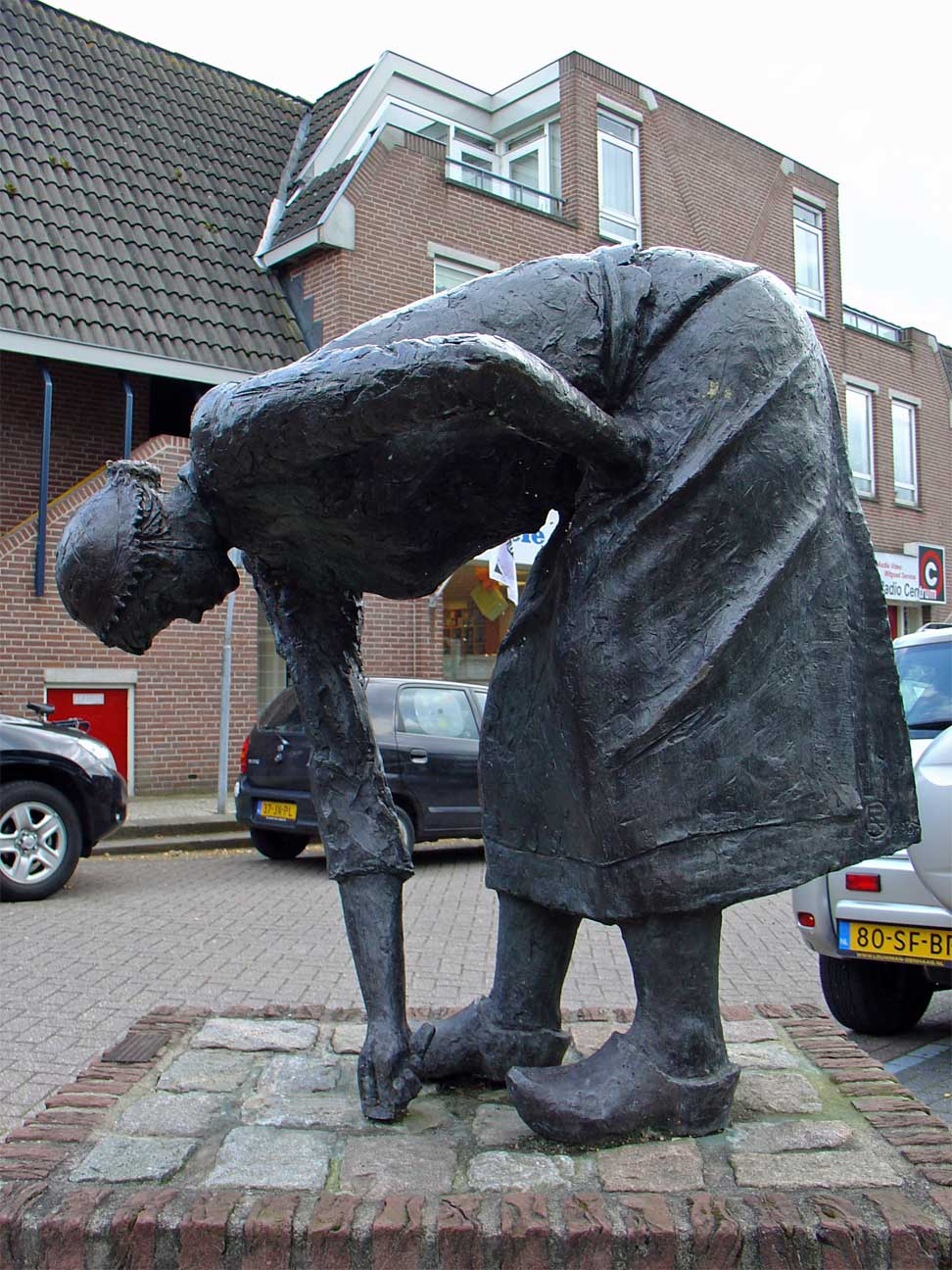
La Ramasseuse de rue, 1996, Bergambacht
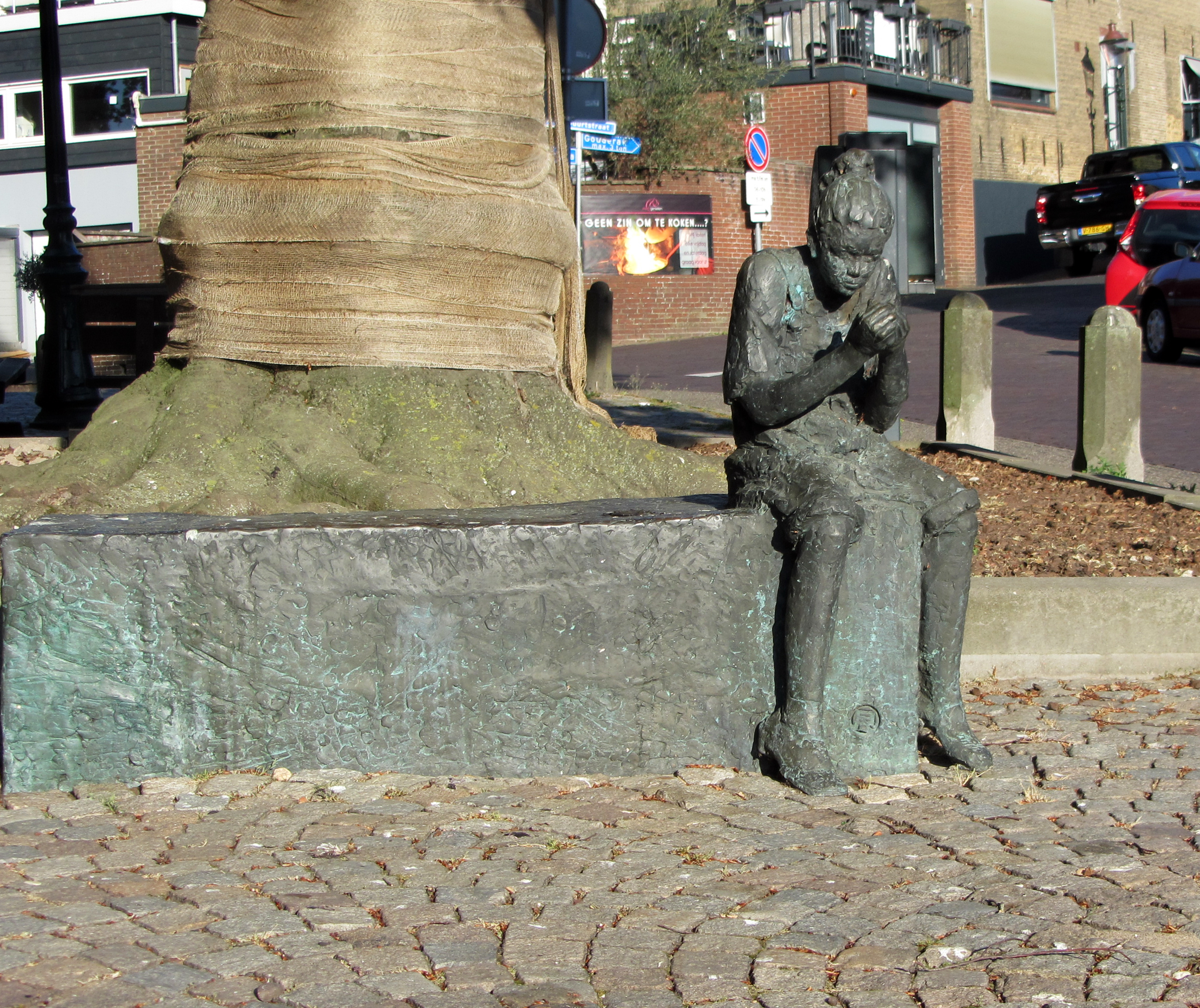
La Fillette et l’oiseau, Moordrecht
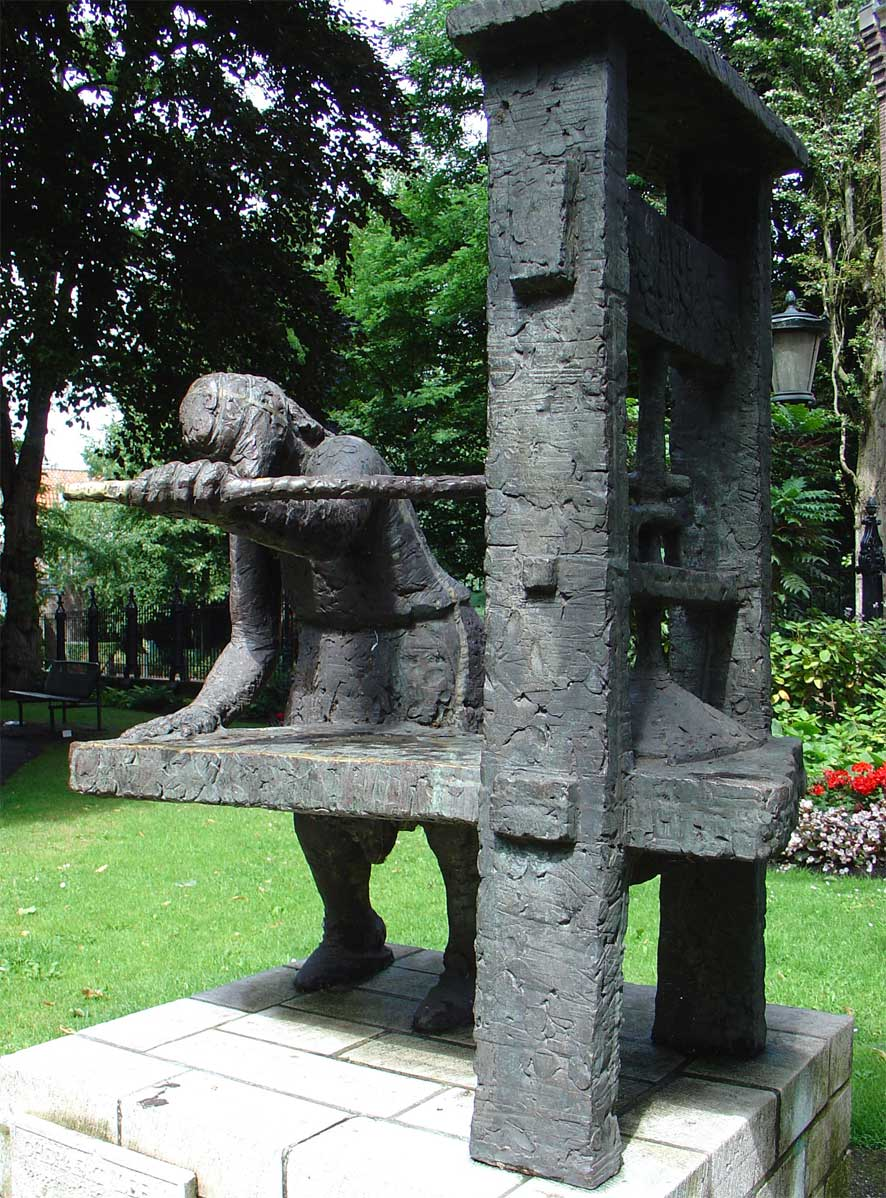
Gerard Leeu, 1976, Gouda
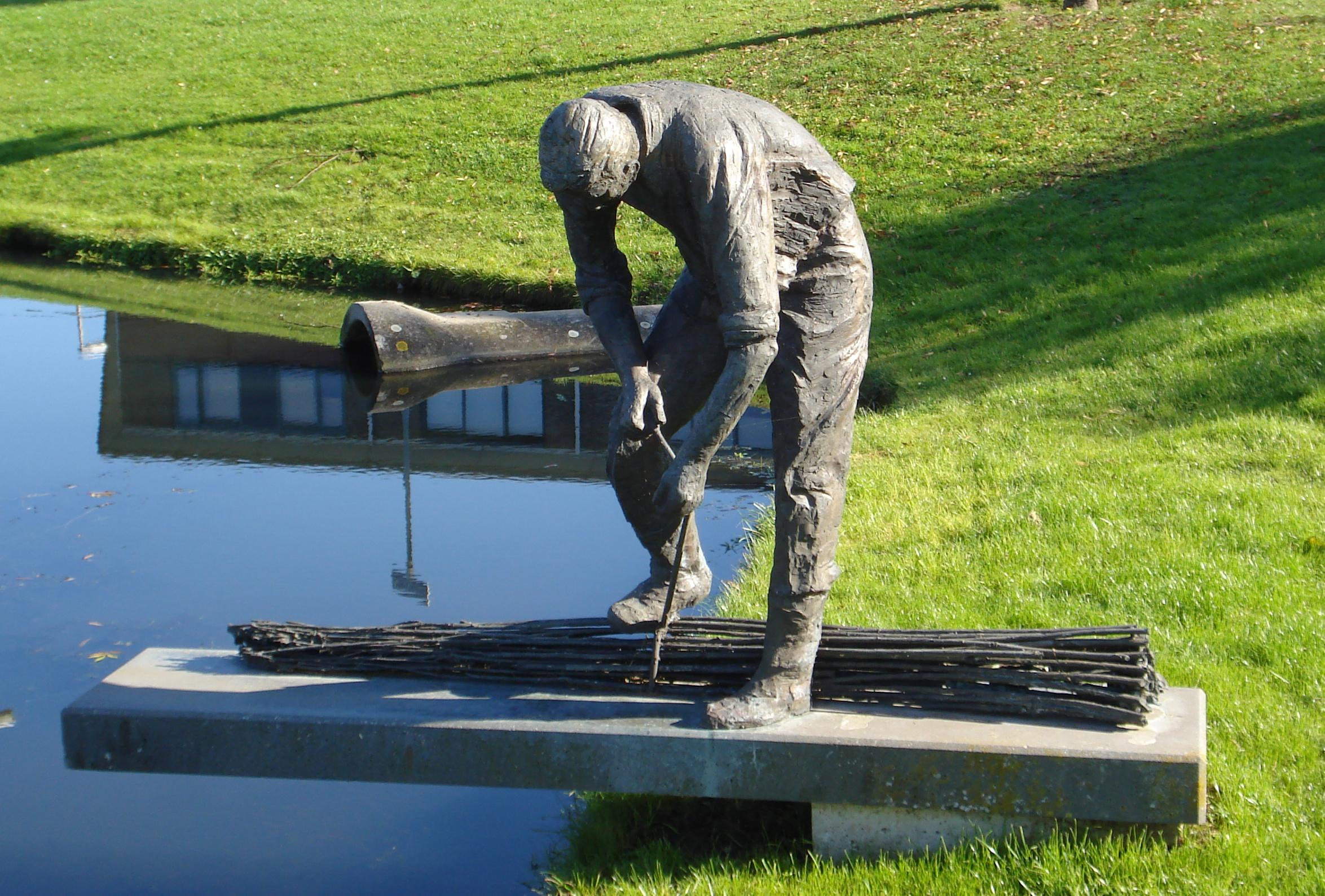
De Griendwerker, 2002

1. ↑  De IJssel- en Lekstreek in 1953 - Nieuwerkerk aan den IJssel en Moordrecht
2. ↑  Why the Little Dutch Boy Never Put his Finger in the Dike : https://www.dutchgenealogy.nl/why-the-little-dutch-boy-never-put-his-finger-in-the-dike/
3. ↑  Journée nationale du Souvenir : https://www.4en5mei.nl/oorlogsmonumenten/monumenten_zoeken/oorlogsmonument/1029
4. ↑  « Kerkplein 4, 2865 XN te Ammerstol », sur cultureelerfgoed.nl (consulté le 13 novembre 2023).

- VIAF
- ISNI
- IdRef
- GND